# 1. Division (Luxemburg) 1916/17
Die 1. Division 1916/17 war die 7. Spielzeit der höchsten luxemburgischen Fußballliga.
US Hollerich/Bonneweg gewann den fünften Titel in der Vereinsgeschichte.

## Abschlusstabelle
| Pl. | Verein                    | Sp. | S  | U | N | Tore    | Quote | Punkte |
| --- | ------------------------- | --- | -- | - | - | ------- | ----- | ------ |
| 1.  | US Hollerich/Bonneweg (M) | 10  | 10 | 0 | 0 | 033:100 | 3,30  | 20:0   |
| 2.  | CS Fola Esch              | 10  | 6  | 0 | 4 | 023:160 | 1,44  | 12:80  |
| 3.  | Racing Club Luxemburg     | 10  | 3  | 2 | 5 | 020:230 | 0,87  | 08:12  |
| 4.  | Sporting Club Luxemburg   | 10  | 3  | 2 | 5 | 024:290 | 0,83  | 08:12  |
| 5.  | Young Boys Diekirch (N)   | 10  | 2  | 2 | 6 | 014:280 | 0,50  | 06:14  |
| 6.  | Jeunesse Esch             | 10  | 3  | 0 | 7 | 018:260 | 0,69  | 06:14  |

Platzierungskriterien: 1. Punkte – 2. Torquotient – (für Relegation und Abstieg: 1. Punkte – 2. Direkter Vergleich)
| (M) | amtierender Meister               |
| (N) | Neuaufsteiger aus der 2. Division |

### Kreuztabelle
Die Kreuztabelle stellt die Ergebnisse aller Spiele dieser Saison dar. Die Heimmannschaft ist in der linken Spalte, die Gastmannschaft in der oberen Zeile aufgelistet.
| 1916/17                 | US Hollerich/Bonneweg | Fola Esch | Racing Club Luxemburg | Sporting Club Luxemburg | YBD | JEU |
| ----------------------- | --------------------- | --------- | --------------------- | ----------------------- | --- | --- |
| US Hollerich/Bonneweg   |                       | 2:1       | 3:1                   | 3:1                     | 4:1 | 6:2 |
| Fola Esch               | 0:3                   |           | 3:2                   | 4:5                     | 4:0 | 0:3 |
| Racing Club Luxemburg   | 1:2                   | 0:1       |                       | 2:2                     | 2:0 | 3:1 |
| Sporting Club Luxemburg | 1:4                   | 0:5       | 4:6                   |                         | 7:0 | 3:2 |
| Young Boys Diekirch     | 2:5                   | 0:3       | 2:2                   | 0:0                     |     | 6:0 |
| Jeunesse Esch           | 0:1                   | 1:2       | 5:1                   | 3:1                     | 1:3 |     |